# بيلي ريد ليونز
بيلي ريد ليونز هو مصارع محترف كندي، ولد في 17 مايو 1932 في هاميلتون في كندا، وتوفي في 22 يونيو 2009.

## روابط خارجية
- بيلي ريد ليونز على موقع CageMatch worker (الإنجليزية)
- بيلي ريد ليونز على موقع عالم المصارعة على الإنترنت (الإنجليزية)
- بيلي ريد ليونز على موقع عالم المصارعة على الإنترنت (الإنجليزية)